# 이문용 (1882년)
이문용(李𪣢鎔, 1882년 9월 4일 ~ 1901년 10월 8일)은 조선 후기의 왕족, 문신이자, 대한제국의 황족으로, 숙종의 서3남 연령군 훤(延齡君 昍)의 6대손이자 장조의 서2남 은신군 진(恩信君 禛)의 현손이며, 흥선 대원왕 하응의 손자이자 흥친왕의 차남이다. 영선군 이준용의 동생이며, 고종 황제의 조카이다.
1895년 을미사변 이후 종척 집사에 차하됐다. 이후 음보로 종사랑 시종원시종관에 이르렀으나 일찍 죽었다. 사후 증 가선대부 시종원부경으로 추증(追贈)되었다. 형 이준용은 한때 고종의 대안자로 지목, 이후 고종의 정치적 라이벌로 갈등하였으나 그는 별다른 화를 입지는 않았다. 본관은 전주이고 자는 경로(景魯), 호는 석문(石門). 다른 이름은 문용(坟鎔)이다.

## 생애

### 생애 초반과 가계

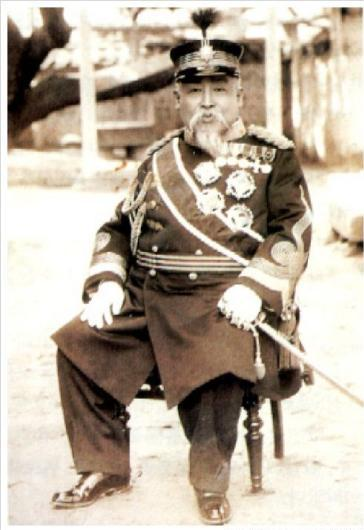
아버지 흥친왕 이재면

이문용 조선의 왕족이자 대한제국의 황족으로 본관은 전주, 휘는 문용(們鎔)이다.자는 경로(景魯), 호는 석문(石門), 다른 이름은 문용(坟鎔)이다. 장조의 서2남 은신군 진(恩信君)의 현손이며, 남연군 구의 증손이고, 흥선대원왕의 손자이자 고종 황제의 조카이다. 아버지는 흥친왕 재면(興親王 載冕)이며, 어머니는 통덕랑(通德郞) 풍산인(豊山人) 홍병주(洪秉周)의 딸로 풍산 홍씨(豊山 洪氏)이다.
부인은 교관(敎官) 김병일(金炳日)의 딸로 정부인 김씨(貞夫人 金氏)이다. 슬하에 일남 이녀를 두었다.
흥친왕과 정부인 풍산홍씨의 2남으로 1882년(고종 19) 한성 안국방 운현궁(雲峴宮)에서 탄생하였다. 위로는 형 영선군 이준용과 서녀인 이복 여동생이 1명 있었다. 완은군은 그의 서숙부였다. 그의 부친 흥친왕 재면은 고종의 친형이었으나 아버지 흥친왕과 형 이준용은 한때 고종의 대안자로 지목되었으므로 고종은 그들을 경계하였으며, 왕족임에도 왕족에게 부여되는 작위를 받지는 못하였다.
1874년 11월 섭정직에서 축출당한 할아버지 흥선대원군은 흥친왕이나 완은군보다 자신과 성격, 기질이 통하는 호탕한 이준용을 더욱 총애했는데, 이준용은 그의 친형이었다. 한편 그의 유년시절에 대한 행적은 잘 알려져있지 않다.

### 관료 생활
소년시절의 행적, 학통, 사승관계에 대한 기록은 발견되지 않았다. 1895년(고종 32) 명성황후가 살해된 뒤 10월 15일 종척 집사(宗戚執事)의 한 사람으로 임명되었다. 바로 곡하는 반열에 참여할 것을 명받았다. 음서로 관직에 올라 장사랑이 되었다.
그 뒤 1897년(광무 1) 대한제국 수립 후 8월 21일 왕후의 빈전에 향관(享官)의 한사람으로 참여한 공로로 아마(兒馬) 1필을 상으로 사급받고, 이해 9월 19일 빈전(殯殿)의 별전(別奠)을 황태자가 친행할 때 향관으로 참여한 공로로 아마(兒馬) 1필을 사급받았다. 이해 11월 6일 인산 때의 종척 집사(宗戚執事)로 봉무하여 아마(兒馬) 1필을 사급받았고, 이해 11월 17일 부알례 때 참여로 아마(兒馬) 1필을 사급받았고, 이해 12월 12일 경효전 연제 때 참여로 아마(兒馬) 1필을 사급받았다.
종사랑으로 승진, 시강원시종관(侍講院侍從官)이 되었다. 그러나 1898년(광무 2) 1월 18일 시강원 시종관에서 의원면직하였다. 이해 1월 21일 아마(兒馬) 1필을 사급받았고, 이해 3월 22일 전작례 때 참여한 공로로 9품으로 아마(兒馬) 1필을 사급받았고, 이해 8월 20일 아마(兒馬) 1필을 사급받았다. 흥선대원군의 내외가 연이어 사망하자 형 이준용을 대신하여 운현궁 빈전을 지켰다.
교관(敎官)을 지낸 안동김씨 김병일(金炳日)의 장녀 김용규(金鎔圭)와 결혼했으며, 부인 김용규의 이름은 조선총독부, 이왕가에서 작성한  《양공가공족보자료(兩公家公族譜資料)》에 이름이 수록, 후일 한국학중앙연구원에서  《양공가공족보자료(兩公家公族譜資料)》를 입수, 판독하면서 2000년대 이후 알려졌다.
1901년(광무 5) 10월 8일 한성 운현궁 사저에서 향년 20세로 별세하였다. 사망 원인은 조선왕조실록, 승정원일기, 일성록에 기록이 없으며, 알려진 것이 없다. 순종 즉위 후 1907년(융희 1) 9월 12일 순종황제의 명으로 특별히 증직으로 증(贈) 종2품 가선대부(嘉善大夫) 장례원 부경(掌禮院副卿)에 추증(追贈)하였다. 그러나 흥선대원군의 손자 자격이자 가까운 왕족으로서 봉해지는 군호는 추서되지 않았다.
1917년 4월 18일 면례(緬禮)에 대한 일금 300원을 특별히 하사하였다.

### 사후
처음 아소당 근처인 경기도 고양군 용강면 정문동(旌門洞, 공덕동에 흡수됐다가 후일 염리동의 일부가 됨)에 안장되었다가 1908년(융희 2) 4월 9일 고양군 용강면 공덕리 율목부락 야산, 당시 흥선대원군의 묘소 오른쪽 언덕에 안장되었고, 아버지 흥친왕 이재면이 친히 제문을 썼다. 비석은 운양 김윤식(金允植)이 찬하고, 글씨는 윤용구(尹用求)가 썼으며, 해사 김성근(金聲根)이 비문을 새겼다. 비석은 1919년 5월 세워졌다.
1917년 4월 18일 경기도 양주군 화도면 창현리(후일의 남양주시 화도읍 창현리)로 이장되었다. 순종은 그의 면례에 300원을 하사하였다. 1948년 경기도 남양주군 화도면 창현리의 선산 묘역으로 이장되었다가, 2005년 운현궁가 묘역을 화장할 때 화장되어 흥선대원군 묘소(남양주시 화도읍 창현리 산 22-2) 우측 납골당에 봉안되고 그의 묘비는 기증되었다.
작위도 없고, 한일 합방 이후에도 순종은 일부 조선, 대한제국의 고관들에게 사시(私諡)를 내려주었지만 그에게는 시호를 주지 않았다. 이는 고종을 상대로 네 번의 쿠데타를 기도한 그의 친형 이준용도 마찬가지였다.
아들이 있었지만 서자인데다가 일찍 죽었으므로, 결국 6촌 동생 참판 이달용(李達鎔)의 아들들 중 둘째 아들 중남(仲男)을 이해명(李海明)으로 이름을 바꾸고 사후 양자로 입양하였다. 그의 사후에 한일 합방 조약이 체결되었으므로 그에게는 공(公) 작위나 후(候) 작위가 부여되지 않았다. 그러나 1919년 이전에 이미 입양한 그의 양자 이해명에게 작위가 주어지지 않은 이유는 알수 없다. 부인 김용규는 시아버지 흥친왕, 시숙 이준용 생존 시에는 계속 운니동 운현궁에 거주하였다.
1917년 이준용 사후 이준용의 양자 이우가 운현궁가 당주가 되면서 분가, 경기도 경성부 종로구 관훈동 155번지로 이사해 거주하였다. 1932년 《양공가공족보자료(兩公家公族譜資料)》가 발간될 때에도 부인 김용규는 관훈동 155번지에 살고 있었다.

## 가족 관계

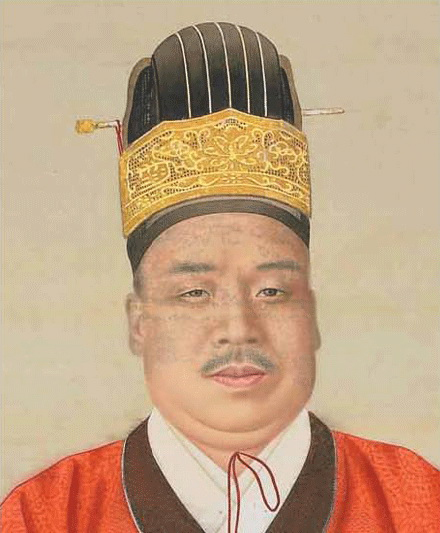
친형 영선군 이준용

- 증조부 : 남연군(1788년 - 1836년)
- 증조모 : 군부인 여흥민씨(? - 1834년)
  - 조부 : 흥선헌의대원왕(1820년 - 1898년)
  - 조모 : 여흥순목왕비 민씨(1818년 - 1898년)
    - 숙부 : 고종 황제(1852년 ~ 1919년)
    - 숙모 : 명성황후
    - 고모 : 전주이씨, 조경호(趙慶鎬)와 결혼
    - 이복 숙부 : 완은군 이재선(? - 1881년)
    - 아버지 : 흥친왕 이재면(興親王 李載冕, 1845년 - 1912년)
    - 어머니(생모) : 풍산 홍씨(豊山 洪氏, 1844년 - 1887년 12월), 통덕랑(通德郞) 풍산인(豊山人) 홍병주(洪秉周)의 딸.
      - 동복형 : 영선군 이준용(永宣君 李埈鎔, 1870년 - 1917년)
      - 동복녀 : 군수(郡守) 김인규(金仁圭)에게 출가.
      - 동복녀 : 비서승(秘書丞) 김두한(金斗漢)에게 출가.

    - 어머니(계모) : 여주 이씨(驪州 李氏, 1883년 - 1978년), 참봉(參奉) 여주인(驪州人) 이인구(李麟九)의 딸.
    - 이복녀 : 왕녀 이씨(1911년 2월 3일 ~ 1912년 8월 29일)
    - 후실(父) 주씨(朱氏)
      - 이복녀(서녀) : 주사(主事) 김규정(金奎定)에게 출가.

    - 부인 : 정부인 김용규(貞夫人 金鎔圭, 안동김씨(安東金氏), 1879년 8월 18일 ~ ?), 교관(敎官) 김병일(金炳日)의 딸.
      - 딸 : 양일(良一, ? - ?), 순태산(淳泰山)에게 출가.
      - 사위 : 순태산(淳泰山)
        - 외손녀 : 순혜숙(淳惠淑)
        - 외손녀 : 순예숙(淳禮淑)
        - 외손자 : 순일환(淳日煥)
        - 외손자 : 순동환(淳東煥)
        - 외손자 : 순승환(淳昇煥)
        - 외손자 : 순용환(淳鎔煥)
        - 외손자 : 순길환(淳吉煥)

      - 아들 : 이름 미상, 요절
      - 양자 : 이해명(李海明, 1907년 12월 5일 혹은 1911년 12월 5일 ~ ?), 6촌 동생 이달용의 둘째 아들
      - 양 며느리 : 해평윤씨, 윤용섭(尹龍燮)의 딸
        - 양 손자 : 이천주(李天柱, 1919년 5월 이전 출생,~ )
- 장인 : 김병일(金炳日), 본관은 안동
- 장모 : 이씨(李氏)

## 기타
부인 김씨와의 사이에서 일남 이녀를 두었으나 막내딸인 양일(良一)의 가계에 대해서만 알려져 있다. 아들이 일찍 요절하여 6촌 이달용의 아들 이해명을 사후 양자로 입양하였다.

## 같이 보기
| - 운현궁 - 흥선대원군 - 여흥부대부인 - 흥친왕 - 이준용 - 이재선 - 이관용 - 남연군 - 명성황후 - 철종 - 고종 - 순종 - 이상지 | - 천하장안 - 낙천군 - 이경직 - 박영효 - 박찬주 - 이진완 - 윤원선 - 윤치호 - 윤치소 - 윤보선 - 윤치영 - 은신군 - 흥인군 | - 임오군란 - 을미사변 - 안경수 - 안기영 - 권중현 - 완화군 - 의친왕 - 영친왕 |

## 참고 문헌
- 고종실록
- 순종실록
- 승정원일기
- 《양공가공족보자료(兩公家公族譜資料)》(조선총독부)